# Venetus A

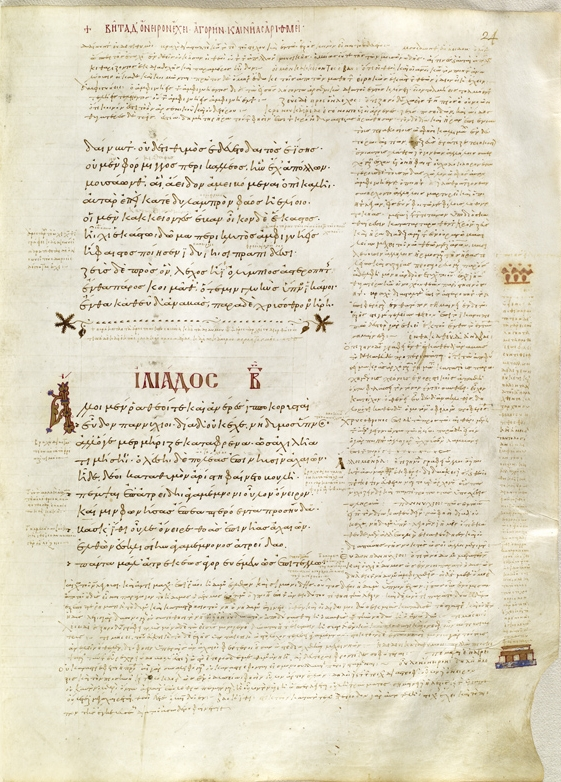
Venetus A, fol. 24r

Venetus A of de Codex Marcianus Graecus 822 (voorheen Z.454) is een 10e-eeuws manuscript in de Biblioteca Marciana in Venetië waarin een geannoteerde tekst van de Ilias is overgeleverd. De perkamenten codex is ook de belangrijkste bron voor de rest van de Trojaanse cyclus.
De Venetus A wordt soms beschouwd als de beste tekst van de Homerische Ilias. Hij bevat marginalia en scholia van Aristarchos, en excerpten uit de Chrestomatheia grammatike van Proklos, die in 330 lijnen de verschillende delen van de Trojaanse cyclus samenvat (Aithiopis, Kleine Ilias, Ilioupersis, Nostoi en Telegoneia, met uitzondering van de beschadigde Kypria, die echter uit andere bronnen is overgeleverd).
De tekst is rond 950 vervaardigd in het Byzantijnse Rijk. Illustraties zijn toegevoegd in de 12e eeuw. Aangenomen werd dat de luxueuze codex is aangekocht door Giovanni Aurispa tijdens zijn verblijf in Constantinopel in 1421-1423. Dit werd afgeleid uit een brief aan Ambrogio Traversari, waarin Aurispa de aanschaf van een tweedelige Ilias en van een Odysseia vermeldde, hoewel steeds meer wordt geopperd dat dit andere handschriften zijn geweest. In elk geval kwamen de Venetus A en B terecht bij kardinaal Bessarion, die ze in 1468 met de rest van zijn bibliotheek aan de Republiek Venetië schonk. 
Voor een gedrukte editie van Venetus A was het wachten op Jean-Baptiste Gaspard d'Ansse de Villoison in 1788. De uitgave was destijds een filologische sensatie.

## Uitgave
- Domenico Comparetti, Homeri Ilias cum scholiis. Codex Venetus A, Marcianus 454 phototypice editus, Leiden, A.W. Sijthoff, 1901 (fotografische facsimile)